# Frejufe
Frejufe é um lugar de Silva Escura, no concelho da Maia.

## História
O lugar de Frejufe, (antigamente: Frijufe) é um dos lugares mais antigos de Silva Escura, o nome Frijufe, aparece já mencionado num documento referente a Silva Escura, sendo este um diploma do ano de 906.
A este lugar está ligado o conhecido "Endireita de Silva Escura" - Américo Silva Santos, natural e residente na Travessa Central de Frejufe, este encontra-se perpetuado na toponímia local: Rua Américo Silva Santos. 
Estando o lugar de Frejufe ainda fortemente ligado á agricultura, este lugar cresceu muito principalmente na década de 2000 ao nível de fogos habitacionais, sendo um dos lugares de Silva Escura com mais densidade populacional.

## Património
- Escola
- Presa
- Moinho e Madria de Frejufe

## Actividades Económicas
- Agricultura
- Agro-pecuária